# 西山町 (田原市)
西山町（にしやまちょう）は、愛知県田原市の地名。16の小字が設置されている。

## 地理

### 字一覧
字名は以下の通りである。
| - 新居（あらい） - 石堂山（いしどうやま） - 大原（おおはら） - 大平（おおひら） - 大松（おおまつ） - 鍛治田原（かじたばら） | - 小松原（こまつばら） - 須賀（すが） - 砂原（すなはら） - 千里（ちさと） - 中里（なかさと） | - 西ノ山（にしのやま） - 西山（にしやま） - 福地（ふくち） - 穂波（ほなみ） - 明和（めいわ） |

### 河川
- 豊島排水路

## 世帯数と人口
2015年（平成27年）10月1日現在の世帯数と人口は以下の通りである。
| 町丁   | 世帯数  | 人口  |
| ------ | ------- | ----- |
| 西山町 | 171世帯 | 553人 |

### 人口の変遷
国勢調査による人口の推移
| 2005年（平成17年） | 659人 | [ 6 ] |  |
| 2010年（平成22年） | 604人 | [ 7 ] |  |
| 2015年（平成27年） | 553人 | [ 2 ] |  |

## 学区
市立小・中学校に通う場合、学区は以下の通りとなる。また、公立高等学校に通う場合の学区は以下の通りとなる。
| 番・番地等 | 小学校             | 中学校             | 高等学校 |
| ---------- | ------------------ | ------------------ | -------- |
| 全域       | 田原市立亀山小学校 | 田原市立福江中学校 | 三河学区 |

## 交通
- 国道259号（田原街道）
- 愛知県道418号小中山伊良湖線

## 施設
- 西山公民館

## その他

### 日本郵便
- 郵便番号 : 441-3619[3]（集配局：渥美郵便局[10]）。